# Dryobotodes nigra
Dryobotodes nigra är en fjärilsart som beskrevs av Edward Alfred Cockayne 1951. Dryobotodes nigra ingår i släktet Dryobotodes och familjen nattflyn. Inga underarter finns listade i Catalogue of Life.